# Aéroport de North Battleford
L'aéroport de North Battleford est un aéroport situé en Saskatchewan, au Canada.